# 妮科尔·布拉特克
妮科尔·布拉特克（英語：Nicole Bradtke，1969年9月22日—），旧姓普罗维斯（Provis），澳大利亚女子网球运动员。她曾代表澳大利亚参加1992年和1996年夏季奥林匹克运动会网球比赛，其中1992年奥运会获得一枚铜牌。